# Okáč luční
Okáč luční (Maniola jurtina) je motýl z podčeledi okáčů, čeledi babočkovití (Nymphalidae), na území celé České republiky hojný a všeobecně rozšířený.

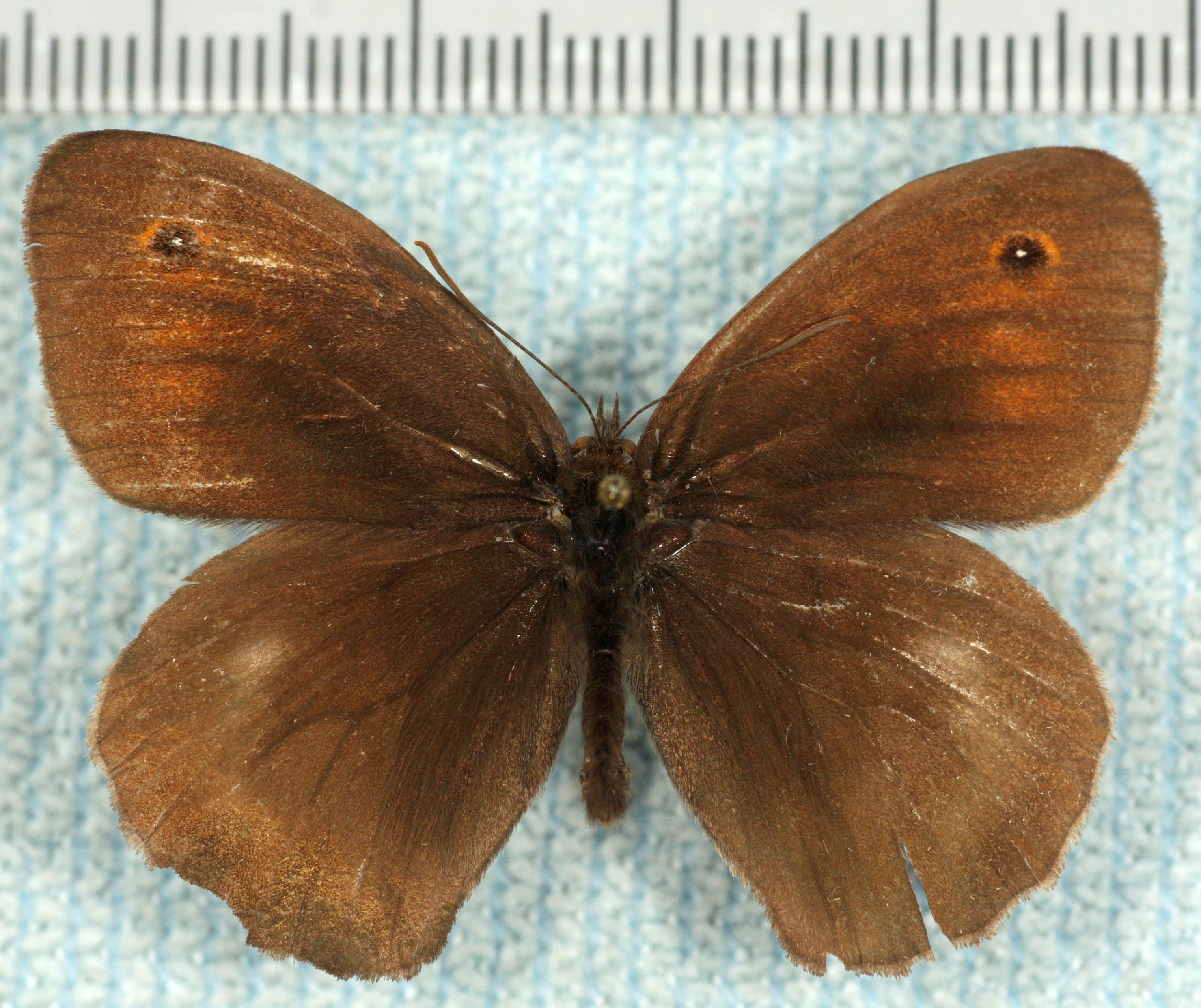
♂

## Vzhled
Křídla jsou hnědá, na předních křídlech je po jednom oku, u samice s bílým středem, u samce menší, u samice větší. Tělo je hnědé, chlupaté, u samice tlustší. Rozpětí křídel je zhruba 6 cm. Dolní strana předních křídel je žlutá a je na ní take oko. U samce jsou na rozdíl od samice na dolní straně zadních křídel 2 malá černá oka. Velkou žlutou skvrnu na vrchní části předních křídel má jen samice. Housenka je zelená s podélným, tmavě zeleným pruhem na hřbetě.

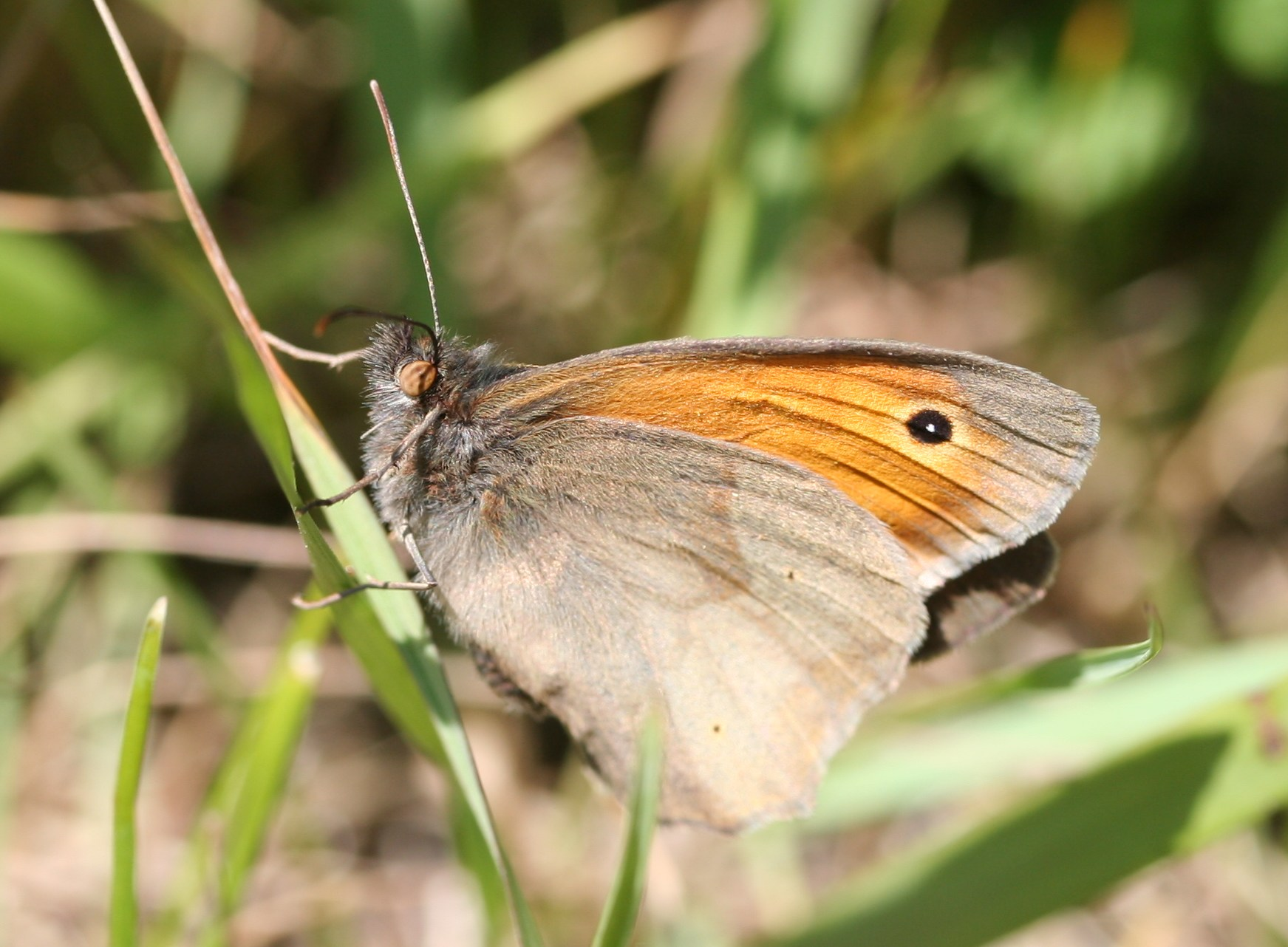
Samec

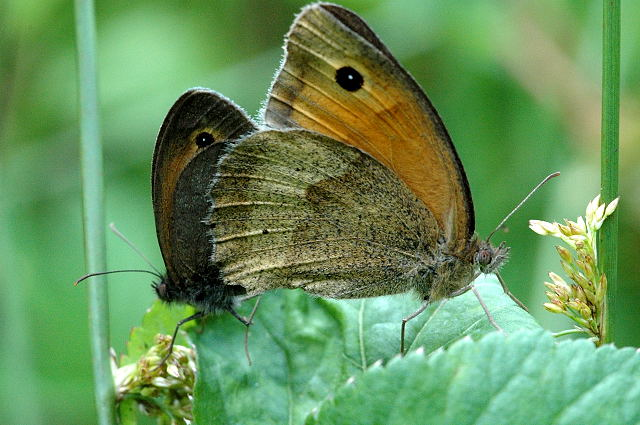
Kopulace

## Výskyt
Severozápad Afriky, Evropa, skoro celá Asie až po Ural. Vyskytuje se ve stepích, lesech i lesostepích, které jsou přechodem mezi těmito biotopy. Housenky žerou různé trávy.

## Život
Housenky se líhnou na podzim. Žijí v trsech trávy. Přečkají zimu, v místech s mírnou zimou jsou aktivní i v zimě. Mladší housenky jsou aktivní ve dne, starší v noci. Na jaře se zakuklují. Dospělci se objevují od července do září. Dospělí jedinci žijí jen 5 až 12 dní. Samci běžně umírají hned po spáření. Samice po spáření žijí dál a pomalu po několika kusech po dlouhou dobu kladou vajíčka. Občas se stěhují a letí na delší vzdálenost. V místě výskytu se vyskytují ve velkém počtu, až 2000 jedinců.